# روبرت إم. باركر جونيور
روبرت إم. باركر جونيور (بالإنجليزية: Robert M. Parker Jr.)‏ هو محامي وكاتب وصحفي أمريكي، ولد في 23 يوليو 1947 في بالتيمور في الولايات المتحدة.

## وصلات خارجية
- روبرت إم. باركر جونيور على موقع إن إن دي بي (الإنجليزية)